# Левицький Олександр Миколайович
Олекса́ндр Микола́йович Леви́цький — майор Збройних сил України, учасник російсько-української війни.

## З життєпису
Випускник Київського вищого загальновійськового командного училища 1988 року.
Начальник розвідки, батальйон «Київська Русь»

## Нагороди
За особисту мужність і героїзм, виявлені у захисті державного суверенітету та територіальної цілісності України, вірність військовій присязі під час російсько-української війни
- нагороджений орденом Богдана Хмельницького III ступеня (26.2.2015).
- нагороджений орденом Богдана Хмельницького II ступеня (17.5.2019).